# Agy
Agy – miejscowość i gmina we Francji, w regionie Normandia, w departamencie Calvados.
Według danych na rok 1990 gminę zamieszkiwało 280 osób, a gęstość zaludnienia wynosiła 67 osób/km² (wśród 1815 gmin Dolnej Normandii Agy plasuje się na 613. miejscu pod względem liczby ludności, natomiast pod względem powierzchni na miejscu 952.).